# Victor Mercea
Victor Mercea est né le 2 janvier 1924 et est mort le 29 juin 1987. C'était un physicien nucléaire roumain. Ses contributions scientifiques les plus notables concernaient la production d'eau lourde. Il est l'auteur de plus de 200 publications scientifiques. Il a dirigé l'Institutul Naţional de Cercetare-Dezvoltare pentru Tehnologii Izotopice și Moleculare (INCDTIM) à Cluj-Napoca de 1970 à 1987. Il a été professeur de physique du solide, du magnétisme et de l'électronique à l'université Babeș-Bolyai, doyen de la faculté de physique (1981-1984) et membre de l'Académie roumaine (1963).